# Sali, Kroatien
Sali är en ort i Kroatien.   Den ligger i länet Zadars län, i den södra delen av landet, 220 km söder om huvudstaden Zagreb. Sali ligger 33 meter över havet och antalet invånare är 1 820. Den ligger på ön Dugi otok.
Terrängen runt Sali är huvudsakligen platt, men åt nordväst är den kuperad. Havet är nära Sali österut.  Närmaste större samhälle är Bibinje, 17,8 km nordost om Sali. 